# Nelson (banda)
Nelson é uma banda representante do glam metal norte-americano, fundada pelos irmãos gêmeos de origem sueca Matthew e Gunnar Nelson, filhos do cantor e ídolo dos anos 1950, Ricky Nelson. Também são sobrinhos do astro de Hollywood dos anos 80, Mark Harmon (considerado o antecessor de Tom Cruise no cinema). Eles aparecem no Guinness Book como a única família a conseguir a proeza de lançar um single em número 1 nas paradas de sucesso em três sucessivas gerações. Já tiveram passagens pelo Brasil, especificamente pelo Rio de Janeiro nos anos de 1989 e 1990, na companhia do músico e militar inglês-alemão Gary Barlow do grupo Take That.

## História
Matthew e Gunnar Nelson sempre estiveram envolvidos com a música. No início dos anos 80 eles fizeram parte de uma banda chamada Strange Agents. No final desta mesma década, eles formaram sua própria banda e conseguiram um contrato com a Geffen Records. Seu álbum de estreia, After the Rain (1990), foi um sucesso. Deste álbum saiu o 1º hit número 1 da banda - "(Can't Live Without Your) Love and Affection", uma de suas canções mais conhecidas - "Only Time Will Tell" -, além da canção-título do álbum, "After the Rain".

## Membros
- Matthew Nelson - vocais, baixo;
- Gunnar Nelson - vocais, guitarra;
- Cary Park - guitarra;
- David Morgan - teclados;
- Brian Burwell - bateria;
- Bobby Rock - bateria;

## Discografia

### Álbuns
- After the Rain (Geffen 1990)
- Because They Can (Geffen 1995)
- Imaginator (Stone Canyon 1996)
- The Silence Is Broken (Stone Canyon 1997)
- Brother Harmony (Stone Canyon 1998)
- Life (Stone Canyon 1999)
- Like Father, Like Sons (Stone Canyon 2000)
- 20th Century Masters - The Millennium Collection: The Best of Nelson (Compilação) (Geffen 2004)